# 准允
准允（じゅんいん）は、日本のプロテスタントの教会用語で、教師試補や補教師（伝道師）に任命することを意味する。正式な牧師に任命する時は使われない。
かつて日本基督教会においては、神学校などの教職養成機関の卒業者のうち、教師に準ずる任務に就かせることができると判断された者が教師試補に任命されることに、「准允する」という用語が使用された。
今日の日本基督教団などでは、補教師に任命することをいう。また、補教師に准允されることを准允式と言い、中会や教区が執行する。准允を受けた者は、聖礼典を執行することはできないが、教会の担任として伝道師になることができる。伝道師は正式な牧師とは区別される。